# Silvia Albrecht
Silvia Albrecht (* 25. Februar 1971) ist eine ehemalige Schweizer Badmintonspielerin.

## Karriere
1989 erkämpfte sich Albrecht ihre ersten Lorbeeren in der Schweiz. In diesem Jahr gewann sie bei den Juniorenmeisterschaften alle drei möglichen Titel. 1991 siegte sie erstmals bei den Erwachsenen im Damendoppel mit Sarah Horing. 1993, 1994 und 1996 wurde sie Schweizer Einzelmeisterin. 
International konnte sie sich 1992 für Olympia qualifizieren. Im Einzel kämpfte sie sich bis in Runde zwei vor und wurde 17. Im Damendoppel mit Bettina Villars verlor sie ihr Auftaktmatch und wurde in dieser Disziplin ebenfalls 17. 

## Erfolge
| Saison | Veranstaltung                          | Disziplin   | Sieger                                    |
| ------ | -------------------------------------- | ----------- | ----------------------------------------- |
| 1989   | Schweizer Meisterschaften der Junioren | Dameneinzel | Silvia Albrecht                           |
| 1989   | Schweizer Meisterschaften der Junioren | Damendoppel | Silvia Albrecht / Sarah Horing            |
| 1989   | Schweizer Meisterschaften der Junioren | Mixed       | Remy Muller / Silvia Albrecht             |
| 1991   | Schweizer Einzelmeisterschaften        | Damendoppel | Silvia Albrecht / Sarah Horing            |
| 1992   | Schweizer Einzelmeisterschaften        | Damendoppel | Silvia Albrecht / Bettina Gfeller         |
| 1993   | Schweizer Einzelmeisterschaften        | Damendoppel | Liselotte Blumer / Silvia Albrecht        |
| 1993   | Schweizer Einzelmeisterschaften        | Dameneinzel | Silvia Albrecht                           |
| 1994   | Schweizer Einzelmeisterschaften        | Dameneinzel | Silvia Albrecht                           |
| 1995   | Schweizer Einzelmeisterschaften        | Damendoppel | Silvia Albrecht / Santi Wibowo            |
| 1996   | Schweizer Einzelmeisterschaften        | Damendoppel | Silvia Albrecht / Santi Wibowo            |
| 1996   | Schweizer Einzelmeisterschaften        | Dameneinzel | Silvia Albrecht                           |
| 1996   | Schweizer Einzelmeisterschaften        | Mixed       | Jorge Rodriguez / Silvia Albrecht         |
| 1998   | Schweizer Einzelmeisterschaften        | Mixed       | Morten Bundgaard-Hansen / Silvia Albrecht |